# (74064) 1998 KZ41
(74064) 1998 KZ41 – planetoida z pasa głównego asteroid okrążająca Słońce w ciągu 3,83 lat w średniej odległości 2,44 j.a. Odkryta 26 maja 1998 roku.